# Kanton Schœlcher-1
Kanton Schœlcher-1 (francouzsky Canton de Schœlcher-1) byl francouzský kanton v departementu Martinik v regionu Martinik. Tvořila ho část obce Schœlcher. Zrušen byl v roce 2015.